# 18e étape du Tour d'Espagne 2014
La 18e étape du Tour d'Espagne 2014 se déroule le jeudi 11 septembre 2014, entre les villes de A Estrada et Meis, plus précisément au Mont Castrove après 157 km de course.

## Résultats

### Classement de l'étape
|    | Coureur            | Pays        | Équipe        |    | Temps           |
| -- | ------------------ | ----------- | ------------- | -- | --------------- |
| 1  | Fabio Aru          | Italie      | Astana        | en | 3 h 47 min 17 s |
| 2  | Christopher Froome | Royaume-Uni | Sky           | +  | 1 s             |
| 3  | Alejandro Valverde | Espagne     | Movistar      |    | 13 s            |
| 4  | Joaquim Rodríguez  | Espagne     | Katusha       |    | 13 s            |
| 5  | Alberto Contador   | Espagne     | Tinkoff-Saxo  |    | 13 s            |
| 6  | Samuel Sánchez     | Espagne     | BMC Racing    |    | 17 s            |
| 7  | Daniel Navarro     | Espagne     | Cofidis       |    | 33 s            |
| 8  | Daniel Moreno      | Espagne     | Katusha       |    | 48 s            |
| 9  | Damiano Caruso     | Italie      | Cannondale    |    | 48 s            |
| 10 | Warren Barguil     | France      | Giant-Shimano |    | 48 s            |

### Points attribués
|   | Cycliste          | Pays    | Équipe                 | Points |
| - | ----------------- | ------- | ---------------------- | ------ |
| 1 | Johan Le Bon      | France  | FDJ.fr                 | 4      |
| 2 | Luis León Sánchez | Espagne | Caja Rural-Seguros RGA | 2      |
| 3 | Hubert Dupont     | France  | AG2R La Mondiale       | 1      |

|   | Cycliste             | Pays        | Équipe   | Points |
| - | -------------------- | ----------- | -------- | ------ |
| 1 | Gorka Izagirre       | Espagne     | Movistar | 4      |
| 2 | Christopher Froome   | Royaume-Uni | Sky      | 2      |
| 3 | Jonathan Castroviejo | Espagne     | Movistar | 1      |

|    | Cycliste           | Pays        | Équipe                 | Points |
| -- | ------------------ | ----------- | ---------------------- | ------ |
| 1  | Fabio Aru          | Italie      | Astana                 | 25     |
| 2  | Christopher Froome | Royaume-Uni | Sky                    | 20     |
| 3  | Alejandro Valverde | Espagne     | Movistar               | 16     |
| 4  | Joaquim Rodríguez  | Espagne     | Katusha                | 14     |
| 5  | Alberto Contador   | Espagne     | Tinkoff-Saxo           | 12     |
| 6  | Samuel Sánchez     | Espagne     | BMC Racing             | 10     |
| 7  | Daniel Navarro     | Espagne     | Cofidis                | 9      |
| 8  | Daniel Moreno      | Espagne     | Katusha                | 8      |
| 9  | Damiano Caruso     | Italie      | Cannondale             | 7      |
| 10 | Warren Barguil     | France      | Giant-Shimano          | 6      |
| 11 | Sergio Pardilla    | Espagne     | MTN-Qhubeka            | 5      |
| 12 | Daniel Martin      | Irlande     | Garmin-Sharp           | 4      |
| 13 | Dominik Nerz       | Allemagne   | BMC Racing             | 3      |
| 14 | Jérôme Coppel      | France      | Cofidis                | 2      |
| 15 | Peio Bilbao        | Espagne     | Caja Rural-Seguros RGA | 1      |

### Cols et côtes
|   | Cycliste          | Pays    | Équipe                 | Points |
| - | ----------------- | ------- | ---------------------- | ------ |
| 1 | Luis León Sánchez | Espagne | Caja Rural-Seguros RGA | 5      |
| 2 | Hubert Dupont     | France  | AG2R La Mondiale       | 3      |
| 3 | Alberto Losada    | Espagne | Katusha                | 1      |

|   | Cycliste           | Pays        | Équipe       | Points |
| - | ------------------ | ----------- | ------------ | ------ |
| 1 | Christopher Froome | Royaume-Uni | Sky          | 5      |
| 2 | Fabio Aru          | Italie      | Astana       | 3      |
| 3 | Alberto Contador   | Espagne     | Tinkoff-Saxo | 1      |

## Classements à l'issue de l'étape

### Classement général
|    | Cycliste           | Pays        | Équipe        |    | Temps            |
| -- | ------------------ | ----------- | ------------- | -- | ---------------- |
| 1  | Alberto Contador   | Espagne     | Tinkoff-Saxo  | en | 71 h 38 min 37 s |
| 2  | Christopher Froome | Royaume-Uni | Sky           | +  | 1 min 19 s       |
| 3  | Alejandro Valverde | Espagne     | Movistar      |    | 1 min 32 s       |
| 4  | Joaquim Rodríguez  | Espagne     | Katusha       |    | 2 min 29 s       |
| 5  | Fabio Aru          | Italie      | Astana        |    | 3 min 15 s       |
| 6  | Daniel Martin      | Irlande     | Garmin-Sharp  |    | 6 min 52 s       |
| 7  | Samuel Sánchez     | Espagne     | BMC Racing    |    | 6 min 59 s       |
| 8  | Warren Barguil     | France      | Giant-Shimano |    | 9 min 12 s       |
| 9  | Daniel Navarro     | Espagne     | Cofidis       |    | 9 min 44 s       |
| 10 | Damiano Caruso     | Italie      | Cannondale    |    | 9 min 45 s       |

### Classement par points
|   | Cycliste           | Pays      | Équipe        | Points |
| - | ------------------ | --------- | ------------- | ------ |
| 1 | John Degenkolb     | Allemagne | Giant-Shimano | 149    |
| 2 | Alejandro Valverde | Espagne   | Movistar      | 130    |
| 3 | Alberto Contador   | Espagne   | Tinkoff-Saxo  | 120    |

### Classement du meilleur grimpeur
|   | Cycliste           | Pays    | Équipe                 | Points |
| - | ------------------ | ------- | ---------------------- | ------ |
| 1 | Luis León Sánchez  | Espagne | Caja Rural-Seguros RGA | 58     |
| 2 | Alejandro Valverde | Espagne | Movistar               | 30     |
| 3 | Alberto Contador   | Espagne | Tinkoff-Saxo           | 24     |

### Classement du combiné
|   | Cycliste           | Pays        | Équipe       | Points |
| - | ------------------ | ----------- | ------------ | ------ |
| 1 | Alberto Contador   | Espagne     | Tinkoff-Saxo | 7      |
| 2 | Alejandro Valverde | Espagne     | Movistar     | 7      |
| 3 | Christopher Froome | Royaume-Uni | Sky          | 14     |

### Classements par équipes
|   | Équipe       | Pays    |    | Temps             |
| - | ------------ | ------- | -- | ----------------- |
| 1 | Katusha      | Russie  | en | 214 h 54 min 51 s |
| 2 | Movistar     | Espagne | +  | 26 min 32 s       |
| 3 | Tinkoff-Saxo | Russie  |    | 32 min 55 s       |

## Abandon
- Robert Gesink (Belkin) : non-partant
- Tom Boonen (Omega Pharma-Quick Step) : non-partant
- Cameron Meyer (Orica-GreenEDGE) : non-partant
- Fabian Cancellara (Trek Factory Racing) : non-partant
- Koen de Kort (Giant-Shimano) : abandon